# Chrysosoma bearni
Chrysosoma bearni är en tvåvingeart som beskrevs av Octave Parent 1935. Chrysosoma bearni ingår i släktet Chrysosoma och familjen styltflugor. Inga underarter finns listade i Catalogue of Life.